# هيو ر. برادي
هيو ر. برادي (بالإنجليزية: Hugh R. Brady)‏ هو مدرس أيرلندي، ولد في 9 أغسطس 1959.